# Dmitriy Bilozerchev
Dmitry Vladimirovich Bilozerchev (russe : Дмитрий Владимирович Билозерчев, né le 22 décembre 1966 à Moscou) était un gymnaste soviétique. À ce jour, il est le seul gymnaste à avoir obtenu une médaille d'or à toutes les épreuves individuelles aux championnats d'Europe.

## Palmarès

### Jeux olympiques
- Séoul 1988
  -  médaille d'or par équipes
  -  médaille d'or au cheval d'arçons
  -  médaille d'or aux anneaux
  -  médaille de bronze au concours général individuel

### Championnats du monde
- Budapest 1983
  -  médaille d'or au concours général individuel
  -  médaille d'or au cheval d'arçons
  -  médaille d'or aux anneaux
  -  médaille d'or à la barre fixe
  -  médaille d'argent par équipes
  -  médaille d'argent au sol

- Rotterdam 1987
  -  médaille d'or par équipes
  -  médaille d'or au concours général individuel
  -  médaille d'or au cheval d'arçons
  -  médaille d'or à la barre fixe
  -  médaille d'argent aux anneaux
  -  médaille d'argent aux barres parallèles

### Championnats d'Europe
- Varna 1983
  -  médaille d'or au concours général individuel
  -  médaille d'or aux anneaux
  -  médaille d'or au saut de cheval
  -  médaille d'or à la barre fixe

- Oslo 1985
  -  médaille d'or au concours général individuel
  -  médaille d'or au sol
  -  médaille d'or au cheval d'arçons
  -  médaille d'or aux anneaux
  -  médaille d'or aux barres parallèles
  -  médaille d'or à la barre fixe
  -  médaille d'argent au saut de cheval